# أبرشية خبب للروم الكاثوليك

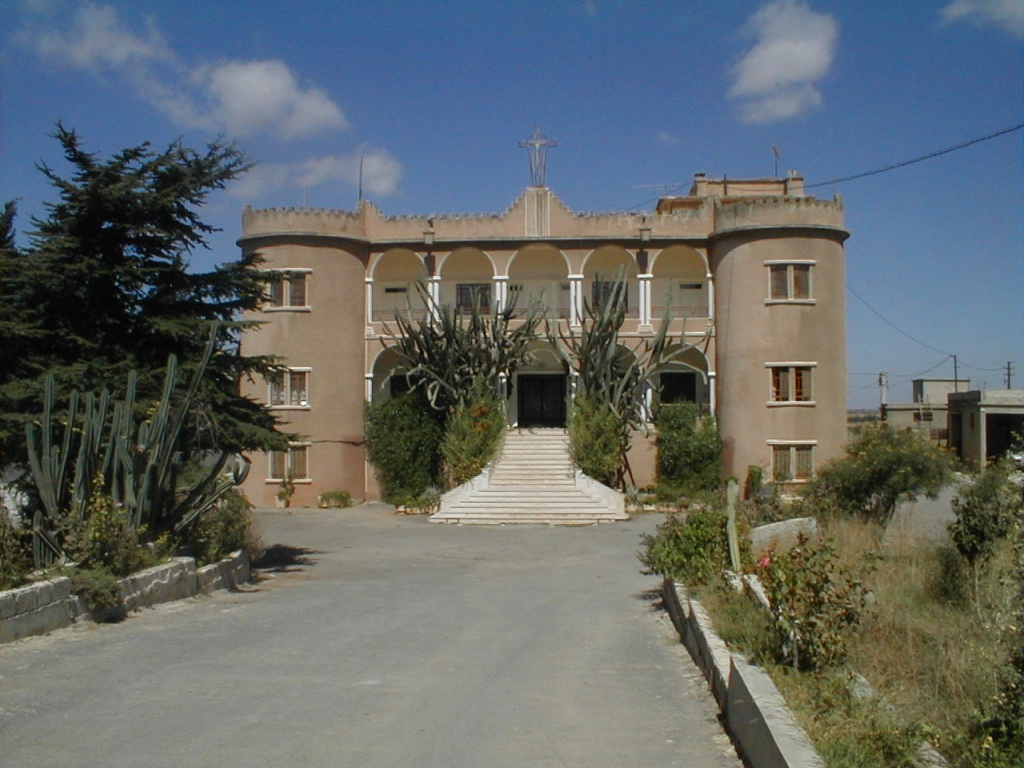
كاتدرائية خبب.

أبرشيّةِ بُصرى وحورانَ وجبلِ العرب (باللاتينية: Archeparchy Bostrena et Auranensi) أو أبرشية خبب (باللاتينية: Archidioecesis Khabab) في سوريا. وهي تشمل أبرشية بصرى وحوران وجبل العرب والجولان للروم الملكيين الكاثوليك وتقال اختصارا بأبرشية خبب أو مطرانية خبب لوجود مركزها الرئيسي في بلدة خبب في محافظة درعا. وقدر عدد أتباع أبرشيّةِ بُصرى وحورانَ وجبلِ العرب في عام 2012 بحوالي 27,000 نسمة، وهي كنيسة رعية الروم الكاثوليك في محافظات درعا والسويداء والقنيطرة في سوريا.
ازدهرت الأبرشية على يد المطران نقولاوس القاضي الذي أسس معظم كنائسها الموجودة حالياً واستمر من بعده المطران بولس البرخش المطران للابرشية حيث بنى عدد من الكنائس والمراكز الدينية والاجتماعية للرعية.
تتبع الأبرشية لكرسي بطركية انطاكية وسائر المشرق للروم الملكيين الكاثوليك والتي مركزها ومقرها دمشق.
تعتمد الابرشية في دعم خدماتها ونشاطاتها في خدمة الرعية على المنتجات والمحصولات الزراعية التي تنتجها من أراضي قدمها أهالي خبب للأبرشية كي تكون مصدراً لها وأراضي وقف يتم الاستفادة منها لصالح الأبرشية.

## قائمة الأساقفة الذين ترأسوا الابرشية
- المطران كيرلس سياج (فرنسيس) 1763- 1794.
- المطران أثناسيوس مطر 1798- 1800.

ومن عام 1800 إلى عام 1836، بقي كرسيّ الابرشية شاغرًا، إلى ان عيّن البطريرك
مكسيموس مظلوم، الكاهن عازر فسفوس الذي أخذ اسم:
- المطران كيرلس فسفوس 1836- 1859.
- المطران اغناطيوس عكاوي 1859-1870.
- المطران باسيليوس حجار 1871-1887.
- المطران نقولاوس قاضي 1889-1939.
- المطران بطرس الشامي 1944-1967.
- المطران نقولاوس نعمان 1967-1982.
- المطران بولس البرخش 1983-2013
- المطران نيقولاوس انتيبا 2013- 2018
- المطران الياس الدبعي 2019

## وصلات خارجية
- الموقع الرسمي لكنيسة الروم الملكيين الكاثوليك
- موقع خبب التعريفي
- موقع خبب الرسمي
- church of khabab.com موقع كنيسة خبب